# È l'Italia che va
| Recensione              | Giudizio |
| ----------------------- | -------- |
| Dizionario del Pop-Rock |          |
| 24.000 dischi           |          |

È l'Italia che va è un album del cantautore italiano Ron, pubblicato nel 1986.  Nel disco compaiono, tra i musicisti, anche Lucio Dalla con lo pseudonimo di Domenico Sputo e Biagio Antonacci ai cori.

## Tracce

### LP
Lato A
Testi e musiche di Ron, eccetto dove indicato.
1. Padrone del tuo cuore (Voce femminile: Angela Baraldi) – 4:02 (Rosalino Cellamare, Gaetano Curreri)
2. Ciao, ci vediamo a dicembre – 4:21
3. La promessa (Cantano Ron e Anna Oxa) – 4:43
4. Bimba – 4:16
5. Se non ti avessi più – 3:47

Lato B
Testi e musiche di Ron.
1. È l'Italia che va – 4:20
2. Il bambino dov'è – 4:42
3. Noi, nell'eternità – 4:29
4. Giglio – 4:46

## Musicisti
Padrone del tuo cuore
- Ron - voce, cori, tastiera
- Angela Baraldi - voce femminile, cori
- Bruno Mariani - chitarra, cori
- Roberto Costa - basso, cori, tastiera
- Michele Lombardo - batteria
- Renzo Meneghinello - cori

Ciao, ci vediamo a dicembre
- Ron - voce, cori, chitarra, tastiera
- Renzo Meneghinello - cori

La promessa
- Ron - voce
- Anna Oxa - voce solista
- Bruno Mariani - chitarra
- Diego Michelon - tastiera
- Domenico Sputo - clarinetto
- Roberto Costa - contrabbasso

Bimba
- Ron - voce, tastiera
- Bruno Mariani - chitarra
- Roberto Costa - basso
- Michele Lombardo - percussioni

Se non ti avessi più
- Ron - voce, tastiera, basso
- Bruno Mariani - chitarra classica

È l'Italia che va
- Ron - voce, tastiera, pianoforte
- Bruno Mariani - chitarra
- Roberto Costa - contrabbasso, cori
- Michele Lombardo - batteria
- Renzo Meneghinello - cori
- Fawzia Selama - cori
- Angela Baraldi - cori

Il bambino dov'è
- Ron - voce, cori, tastiera
- Bruno Mariani - chitarra, cori
- Roberto Costa - basso, cori
- Michele Lombardo - batteria
- Renzo Meneghinello - cori
- Angela Baraldi - cori
- Biagio Antonacci - cori
- Ambrogio Lo Giudice - cori
- Ugo Rapezzi - cori

Noi, nell'eternità
- Ron - voce, tastiera, pianoforte
- Bruno Mariani - chitarra, cori
- Roberto Costa - basso, cori, tastiera
- Michele Lombardo - batteria, cori
- Renzo Meneghinello - cori
- Biagio Antonacci - cori

Giglio
- Ron - voce, cori, chitarra, tastiera
- Bruno Mariani - chitarra, cori
- Roberto Costa - basso, cori, percussioni
- Michele Lombardo - batteria
- Renzo Meneghinello - cori

Note aggiuntive
- Ron e Roberto Costa - produttori
- Renzo Cremonini - produttore esecutivo
- Registrato e mixato alla Fonoprint di Bologna da Roberto Costa
- Alex Volpi - assistente
- Raffaele Cricchi - editing
- Marcello Spiridioni - trasferimento su disco
- Robert Sidoli e Giovanni Bortolotti - programmazione e campionamenti "Kurzweil"
- Alex Volpi - programmazione "Linn" e campionamenti
- Tobia Righi - organizzazione generale
- Paola Borgonzoni - copertina album[3]